# Keldur (institution)
Pour les articles homonymes, voir Keldur.
Keldur est une institution universitaire liée à la Faculté de médecine islandaise, bien que disposant d'une administration et de ressources financières propres. Elle s'inscrit dans des domaines tels que la pathologie vétérinaire, la microbiologie, l'immunologie, la parasitologie et la biologie moléculaire.
Keldur a été créé le 15 novembre 1948 et est placée sous la supervision de Ministère de l'Éducation et de la Culture. Son premier directeur fut Björn Sigurðsson. La Fondation Rockefeller lui a apporté une aide financière, mais son rôle initial était de répondre à une épidémie frappant le cheptel ovin, à la suite de contacts avec des moutons karakul qui avaient été importés dans le pays en 1933.
Son directeur actuel est Sigurður Ingvarsson (né en 1956).